# Belgische kampioenschappen indoor atletiek 2005
In 2005 werden de Belgische kampioenschappen indoor atletiek Alle Categorieën gehouden op zondag 20 februari in Gent. Op deze kampioenschappen bracht Wim Blondeel zijn eigen Belgisch record kogelstoten naar 18,87 m. Kevin Rans wist zich in het polsstokhoogspringen te plaatsen voor de Europese kampioenschappen indoor in Madrid.

## Uitslagen

### 60 m
| rang   | atleet                    | prestatie |
| ------ | ------------------------- | --------- |
| Goud   | Erik Wijmeersch           | 6,69 s    |
| Zilver | Anthony Ferro             | 6,74 s    |
| Brons  | Nathan Bongelo Bongelemba | 6,76 s    |

| rang   | atlete           | prestatie |
| ------ | ---------------- | --------- |
| Goud   | Élodie Ouédraogo | 7,44 s    |
| Zilver | Elisabeth Davin  | 7,55 s    |
| Brons  | Nancy Callaerts  | 7,56 s    |

### 200 m
| rang   | atleet           | prestatie |
| ------ | ---------------- | --------- |
| Goud   | Matthieu Schoeps | 21,43 s   |
| Zilver | Dave Caethoven   | 21,59 s   |
| Brons  | Kris Roobaert    | 22,23 s   |

| rang   | atlete          | prestatie |
| ------ | --------------- | --------- |
| Goud   | Hanna Mariën    | 24,28 s   |
| Zilver | Els De Groote   | 24,65 s   |
| Brons  | Wendy Den Haeze | 24,87 s   |

### 400 m
| rang   | atleet           | prestatie |
| ------ | ---------------- | --------- |
| Goud   | Nils Duerinck    | 48,23 s   |
| Zilver | Evert Feyaerts   | 48,47 s   |
| Brons  | Gregory Vervloet | 49,05 s   |

| rang   | atlete            | prestatie |
| ------ | ----------------- | --------- |
| Goud   | Sandra Stals      | 54,00 s   |
| Zilver | Marleen Baggerman | 55,43 s   |
| Brons  | Elke Reykers      | 57,26 s   |

### 800 m
| rang   | atleet       | prestatie |
| ------ | ------------ | --------- |
| Goud   | Tom Omey     | 1.49,56   |
| Zilver | Tim Rogge    | 1.50,51   |
| Brons  | Tom Vanchaze | 1.51,30   |

| rang   | atlete          | prestatie |
| ------ | --------------- | --------- |
| Goud   | Inneke Plovie   | 2.08,78   |
| Zilver | Ludivine Michel | 2.08,81   |
| Brons  | Laura Lemmens   | 2.10,39   |

### 1500 m
| rang   | atleet            | prestatie |
| ------ | ----------------- | --------- |
| Goud   | Matthieu Vandiest | 3.43,46   |
| Zilver | Rocky Grispen     | 3.56,07   |
| Brons  | Tim Luyckx        | 3.59,39   |

| rang   | atlete                | prestatie |
| ------ | --------------------- | --------- |
| Goud   | Lieselot Bossuyt      | 4.25,21   |
| Zilver | Liesbeth Van De Velde | 4.26,01   |
| Brons  | Marieken Verhaeghe    | 4.33,51   |

### 3000 m
| rang   | atleet           | prestatie |
| ------ | ---------------- | --------- |
| Goud   | Frederic Desmedt | 8.28,34   |
| Zilver | Stijn Vandevelde | 8.31,34   |
| Brons  | Bart Verschoren  | 8.32,46   |

### 60 m horden
| rang   | atleet             | prestatie |
| ------ | ------------------ | --------- |
| Goud   | Damien Broothaerts | 7,87 s    |
| Zilver | Jonathan N'Senga   | 7,88 s    |
| Brons  | Djeke Mambo        | 8,05 s    |

| rang   | atlete              | prestatie |
| ------ | ------------------- | --------- |
| Goud   | Elisabeth Davin     | 8,32 s    |
| Zilver | Eline Berings       | 8,35 s    |
| Brons  | Stephanie Bourgeois | 8,56 s    |

### Verspringen
| rang   | atleet              | prestatie |
| ------ | ------------------- | --------- |
| Goud   | Gert Messiaen       | 7,48 m    |
| Zilver | Hugues Branle       | 7,02 m    |
| Brons  | Benjamin De Vriendt | 7,00 m    |

| rang   | atlete                | prestatie |
| ------ | --------------------- | --------- |
| Goud   | Caroline Lahaye       | 5,90 m    |
| Zilver | Jessica Van de Steene | 5,89 m    |
| Brons  | Lore Wostyn           | 5,74 m    |

### Hink-stap-springen
| rang   | atleet            | prestatie |
| ------ | ----------------- | --------- |
| Goud   | Frédéric Xhonneux | 15,02 m   |
| Zilver | Eric Herman       | 14,13 m   |
| Brons  | Gert Brijs        | 14,08 m   |

| rang   | atlete                 | prestatie |
| ------ | ---------------------- | --------- |
| Goud   | Jessica Van de Steene  | 12,01 m   |
| Zilver | Jolien Van Brempt      | 11,86 m   |
| Brons  | Anne Catherine Clement | 11,60 m   |

### Hoogspringen
| rang   | atleet            | prestatie |
| ------ | ----------------- | --------- |
| Goud   | Jesse Stroobants  | 2,18 m    |
| Zilver | Timothy Hubert    | 2,07 m    |
| Brons  | Benoît Braconnier | 2,07 m    |

| rang   | atlete            | prestatie |
| ------ | ----------------- | --------- |
| Goud   | Sofie Rummens     | 1,74 m    |
| Zilver | Hannelore Desmet  | 1,71 m    |
| Brons  | Liesbeth Verbeeck | 1,68 m    |

### Polsstokhoogspringen
| rang   | atleet         | prestatie |
| ------ | -------------- | --------- |
| Goud   | Kevin Rans     | 5,62 m    |
| Zilver | Joffray Baune  | 4,90 m    |
| Brons  | Benoit Simonet | 4,80 m    |

| rang   | atlete          | prestatie |
| ------ | --------------- | --------- |
| Goud   | Irina Dufour    | 4,10 m    |
| Zilver | Karen Pollefeyt | 4,05 m    |
| Brons  | Evy Tillaert    | 3,65 m    |

### Kogelstoten
| rang   | atleet         | prestatie    |
| ------ | -------------- | ------------ |
| Goud   | Wim Blondeel   | 18,87 m (NR) |
| Zilver | Richard Revyn  | 16,96 m      |
| Brons  | Filip Eeckhout | 16,86 m      |

| rang   | atlete           | prestatie |
| ------ | ---------------- | --------- |
| Goud   | Veerle Blondeel  | 16,22 m   |
| Zilver | Annelies Wouters | 14,18 m   |
| Brons  | Sophie Verlinden | 14,02 m   |

1985 ·
1986 ·
1987 ·
1988 ·
1989 ·
1990 ·
1991 ·
1992 ·
1993 .
1994 ·
1995 .
1996 ·
1997 ·
1998 .
1999 ·
2000 .
2001 · 
2002 · 
2003 · 
2004 · 
2005 · 
2006 · 
2007 · 
2008 · 
2009 · 
2010 · 
2011 · 
2012 · 
2013 · 
2014 ·
2015 ·
2016 ·
2017 ·
2018 ·
2019 ·
2020 ·
2021 ·
2022 ·
2023 ·
2024 ·
2025